# Johann Leisentrit

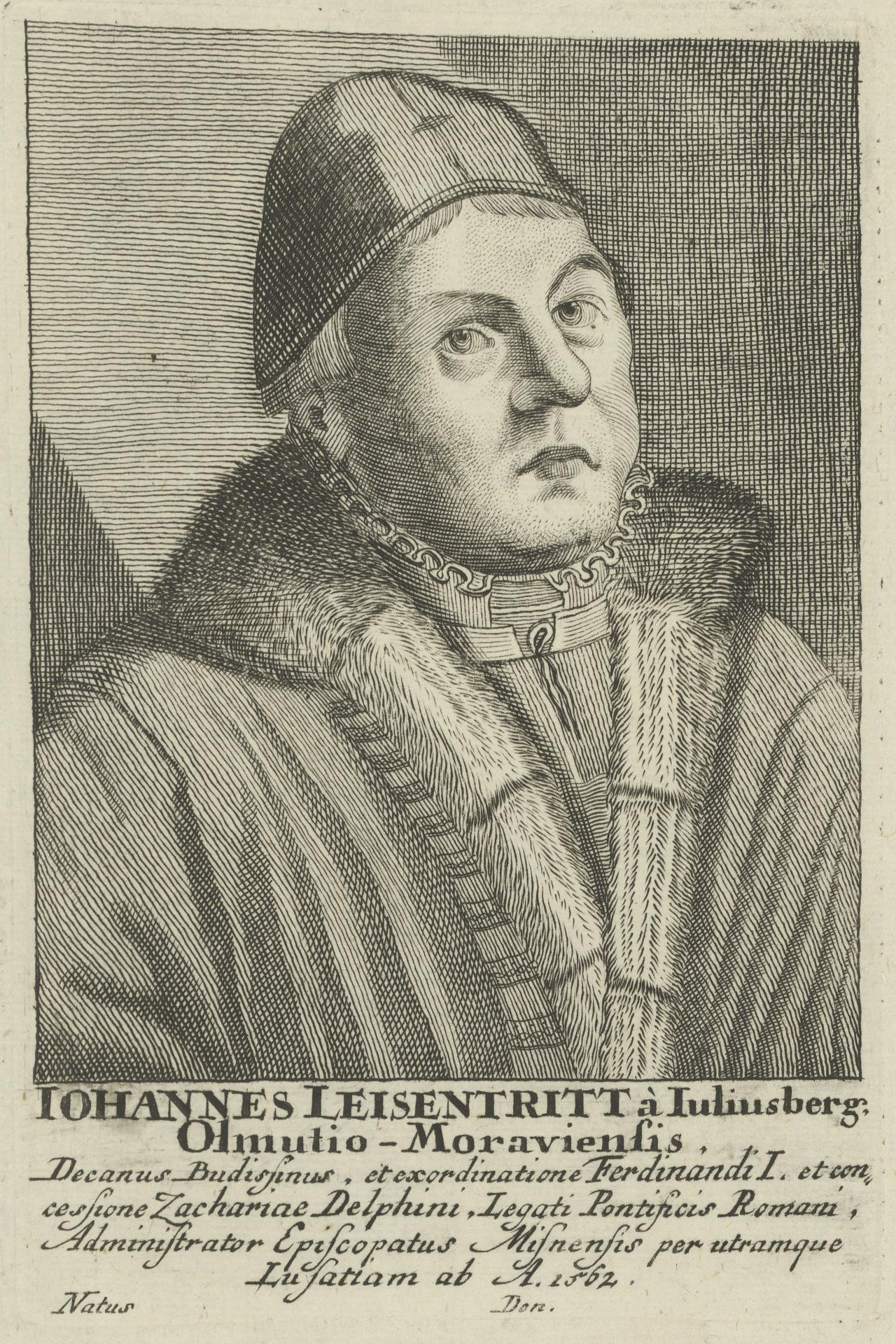
Johann Leisentrit, Kupferstich

Johann Leisentrit (* Mai 1527 in Olmütz; † 24. November 1586 in Bautzen; oder Johannes Leisentritt) war römisch-katholischer Geistlicher, Dekan des Kollegiatstifts St. Peter zu Bautzen und Diözesanadministrator des Bistums Meißen im Gebiet der Ober- und Niederlausitz.

## Leben

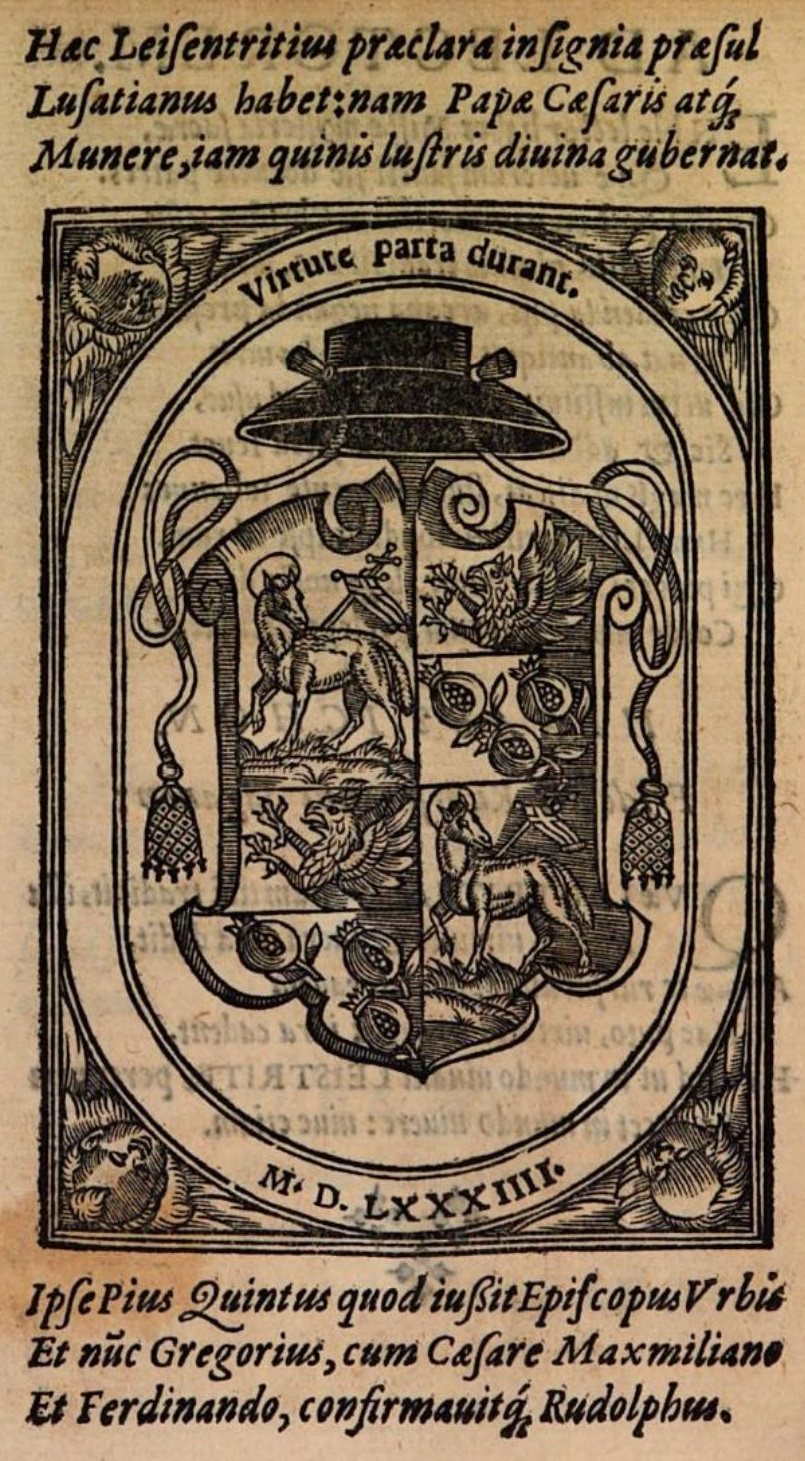
Wappen Leisentritts als Administrator der Lausitz. Beschriftung oben: „Dieses ehrenvolle Wappen führt Leisentritt als Oberhirte (praesul) der Lausitz; denn durch gnädige Beauftragung des Papstes wie des Kaisers lenkt er schon fünf Lustren die geistlichen Angelegenheiten.“ - Beschriftung unten: „Pius V. selbst, Bischof von Rom, befahl es und nun Gregor, mit Kaiser Maximilian und Ferdinand, und es bestätigte Rudolf.“ - Im Bogen über dem Wappen der Wahlspruch: „Durch Tugend Erlangtes bleibt.“ - Unten die Jahreszahl 1584.

Leisentrit stammte aus einer Handwerkerfamilie, studierte in Krakau katholische Theologie und empfing im März 1549 die Priesterweihe. 1551 ist er als Kanoniker, 1559 als Dekan des Kollegiatstifts Bautzen nachgewiesen. Bevor das Bistum Meißen nach 1559 endgültig evangelisch wurde, ernannte Bischof Johann IX. von Haugwitz Leisentrit zum kirchlichen Generalkommissar der Ober- und Niederlausitz. In diesem Amt wurde er durch den Landesherren Kaiser Ferdinand I. bestätigt. Leisentrit war damit für die Gläubigen beider Konfessionen zuständig. 1567 erfolgte die päpstliche Ernennung zum Bistums-Administrator.
Leisentrit wurde im Bautzener Petridom beigesetzt.

## Werk und Bedeutung

### Kirchenpolitik
Durch seine kluge Kirchenpolitik und praxisbezogene Pastoral erreichte er, dass in diesen Gebieten ein Teil der Pfarreien katholisch blieb und die Klöster der Zisterzienserinnen, St. Marienstern und St. Marienthal sowie der Magdalenerinnen in Lauban nicht säkularisiert wurden. Während seine Visitationsrechte über das Laubaner Kloster unbestritten waren, hatte er bezüglich der Oberaufsicht über die Lausitzer Zisterzienserinnen vielfach Kontroversen mit dem Generaläbten der Zisterzienser, dem Erzbistum Prag und dem Kaiserhof auszustehen. Anerkennung als kirchliche Autorität hat Leisentrit nur in der Oberlausitz gefunden, wo er als Dekan von Bautzen die Landstandschaft besaß. Die Niederlausitzer Stände wiesen dagegen alle Versuche der Beeinflussung ihres protestantischen Kirchenwesens durch den landesfremden Katholiken zurück.
Sein Versuch der Einführung der Muttersprache bei der Sakramentenspendung und in der heiligen Messe (sogenanntes Deutsches Hochamt) scheiterte an den gegensätzlichen Bestimmungen des Trienter Konzils. Seine Bemühungen um die Errichtung eines Lausitzer Bistums blieben ebenfalls ohne Erfolg. Vom Kaiser wurde Leisentrit bei seinen Bemühungen um die Sicherung des Katholizismus in den Lausitzen nur wenig unterstützt.
Leisentrit war humanistisch gebildet und er versuchte, auch den Bildungsstand der ihm unterstellten Kleriker zu heben. Zu diesem Zweck richtete er eine Bibliothek für das Bautzener Kollegiatkapitel ein. Für das Priesteramt geeignete junge Männer aus den katholischen Klosterherrschaften, darunter auch Sorben, vermittelte er zum Studium an Jesuitenschulen in Prag und Olmütz. Der Bautzener Dekan stand im Austausch mit vielen hervorragenden Persönlichkeiten des geistigen und politischen Lebens der böhmischen Länder, unter anderem mit dem Prager Erzbischof Anton Brus von Müglitz. Er pflegte aber auch guten Kontakt zu protestantischen Gelehrten in der Oberlausitz, so zum Beispiel zum Görlitzer Bürgermeister und Mathematiker Bartholomäus Scultetus. Leisentrit verfasste mehrere Schriften für den Pfarrklerus, die die seelsorgliche Praxis betrafen.

### Gesangbuch
Unter Leisentrits Werken ragt das 1567 erschienene Gesangbuch Geistliche Lieder und Psalmen der Alten Apostolischer recht und warglaubiger Christlicher Kirchen hervor. Dieses größte, wohl am schönsten ausgestattete und in ganz Deutschland verbreitete Gesangbuch der Gegenreformation enthält 250 Lieder mit 181 Melodien, darunter viele aus protestantischen Quellen und etwa 70 neue, die aus Leisentrits eigener Feder stammen dürften.

## Werke
- Forma germanico idiomate baptisandi infantes, secundum catholicae ... Ecclesiae ritum cum explicatione Caeremoniarum, quae circa Baptismum fiunt. Budissinae (Bautzen) [1564].
- Geistliche Lieder vnd Psalmen, der alten Apostolischer recht vnd warglaubiger Christlicher Kirchen .... Budissin [1567]. Faksimile-Ausgabe unter dem Titel: Gesangbuch von 1567. Kassel: Bärenreiter / Leipzig: St. Benno 1966. ISBN 3-7618-0091-6
- Cursus piarum quarundam, vereque evangelicarum precum, quibus per totius Anni circulum omnes Christiani pie vivere volentes, singulos dies salutiferè auspicari, transigere, ... debeant. Budissinae 1571.
- Catholisch Pfarbuch oder Form und Weise, wie die catholischen Seelsorger in Ober und Niderlausitz ... ihre Krancken ... besüchen, ... zur ... Büß, und ... entpfahung des Heiligen Sacrament des Altars ... vermanen, ... in todtes nöten ... trösten; mit nachfolgung einer Catholischen Protestation wider alle Ketzereyen... Köln 1578.
- Catholisch Gesangbuch, voller geistlicher Lieder und Psalmen ... so ... mögen ... gesungen werden ... (2 Teile) Budissin 1584.

Lieder
- Christ fuhr gen Himmel 1567 (GL 319, nur Text, 2. Strophe)
- Christus, du Licht vom wahren Licht 1584 (GL 546, nur Melodie)
- Das ist der Tag, den Gott gemacht 1567 (GL 329, nur Melodie)
- Du Licht des Himmels, großer Gott 1584 (GL 615, nur Melodie)
- Ein Kind geborn zu Bethlehem 1567	(GLalt 146, nur Text)
- Ein neues Licht ist aufgestrahlt 1567	(nur Melodie)
- Glückselig’ Haus von Nazaret 1584	(nur Melodie)
- Ihr Christen, hoch erfreuet euch 1584 (GL 339, nur Melodie)
- In Gottes Namen fahren wir 1567 (nur Melodie)
- Lasst uns Sankt Petrus rufen an 1584 (nur Melodie)
- Maria, sei gegrüßet (GL 746 (Limburg), nur Melodie)
- Sankt Josef, dich hat Gott bestellt 1584 (nur Melodie)
- Sankt Martin, dir ist anvertraut 1567 (nur Melodie)